# Липецкий скоростной трамвай
Липецкий скоростно́й трамва́й — планировавшаяся скоростная система легкорельсового транспорта в Липецке, Россия.

## Предыстория
В связи с развитием окраин города Липецка, а также необходимостью разгрузки существующих транспортных магистралей начиная с 60-х гг. XX века рассматривались проекты альтернативных видов городского транспорта, в частности, легкого метро. Из-за недостатка средств проект легкого метро был закрыт.
Проект строительства линии скоростного трамвая в Липецке появился в 2006 году после принятия стратегического плана развития Липецка и был подтверждён в 2008 году после принятия нового генерального плана города. Разработку проекта линии ведет институту «Гипрогор».
Планировалось[кем?], что стройка Липецкого скоростного трамвая и ее мостов начнется в 2019 году. Однако мэрии не хватало денег, чтобы полностью реализовать этот проект, так как стоимость создания скоростного трамвая стоит 10-15 млрд рублей.

## Маршрут
По генеральному плану, первая линия скоростного трамвая в Липецке планировалась от Полиграфического комплекса по улицам Полиграфической, Кривенкова, Катукова, площади Танкистов, Октябрьскому мосту, Краснозаводской и 3 Сентября до улицы Чехова.
Должна была идти около 19-го, 21-го, 22-го, 24-го, 26-го, 27-го микрорайонов, Коровина, села Сырское и по району Тракторный.

## Техническое исполнение
Линия планировалась как надземная, однако предлагался[кем?] ввод отдельных подземных участков пути на пересечении с автомагистралями.

В местах активных пешеходных зон и пересечений с автомобильными дорогами предусмотреть подземное пролегание пути. (Стратегический план развития города Липецка до 2016 года)

Таким образом, Липецкий скоростной трамвай мог стать метротрамом. Скорее всего, подземный участок пути с тремя станциями мелкого заложения мог быть построен под улицей Катукова.

## Станции
Самый длинный перегон — 21-й микрорайон-Краснозаводская улица (4.45 км)
Самый короткий перегон — Улица Меркулова — 21-й микрорайон (450 м)
Самые перегруженные станции — Полиграфический комплекс и 21-й микрорайон.

### Полиграфический комплекс
Должна была находиться на территории Советского округа Липецка вблизи 19-го микрорайона. Имеет выход к Московской и Полиграфической улицам.

### Бульвар Шубина
Должна была находиться на территории Октябрьского округа Липецка у 24-го микрорайона. Имеет выход к улицам Полиграфической и Кривенкова, проспекту 60 лет СССР. Надземная станция.

### Улица Кривенкова
Должна была находиться на территории Октябрьского округа Липецка у 24-го и 27-го микрорайонов. Имеет выход к улицам Кривенкова и Катукова.

### Улица Стаханова
Должна была находиться на территории Октябрьского округа Липецка у 22-го, 24-го, 26-го и 27-го микрорайонов. Имеет выход к улицам Катукова и Стаханова.

### Улица Меркулова
Должна была находиться на территории Октябрьского округа Липецка у 21-го, 22-го и 26-го микрорайонов. Имеет выход к улицам Катукова и Меркулова.

### 21-й микрорайон
Должна была находиться на территории Октябрьского округа Липецка у 21-го микрорайона и Коровина и села Сырское. Имеет выход к улице Катукова, проспекту Победы, Воронежскому шоссе и Октябрьскому мосту.

### Краснозаводская улица
Должна была находиться на территории Октябрьского округа Липецка у района Тракторный. Имеет выход к Октябрьскому мосту, Усманскому шоссе, улицам Металлургов и Краснозаводской.

### Площадь Клименкова
Должна была находиться на территории Октябрьского округа Липецка у района Тракторный. Имеет выход к улицам Краснозаводской, Жуковского, 3 Сентября.

### Улица Чехова
Должна была находиться на территории Октябрьского округа Липецка у района Тракторный. Имеет выход к улицам 3 Сентября и Чехова.

## Значение
Маршрут позволил бы разгрузить три магистрали города — проспект 60 лет СССР, улицы Катукова и Краснозаводскую.

## Перспективы
В «Стратегическом плане развития города Липецка до 2016 года» была запланирована организация движения скоростного трамвая не только к Тракторному, но и к Новолипецку. Однако линия на Новолипецк не отражена в генплане, соответственно, раньше 2020 года она не появится. Неизвестно, в какой район Новолипецка планируется линия. В случае внесения её в генплан в 2020 году будет ясно, будет ли она веткой Тракторозаводской линией или самостоятельной Новолипецкой (в таком случае станция «Краснозаводская улица» будет пересадочной). Возможно продление Тракторозаводской линии до доменной печи № 6, в таком случае в районе ул. Чехова будет построено трамвайное депо.
Но по словам председателя Департамента городского транспорта администрации Липецка Николая Новикова, строительство скоростного трамвая является очень дорогостоящим.

По словам Николая Новикова, один скоростной трамвай стоит от 15 до 30 миллионов рублей. В сумму от 15 до 20 миллионов рублей обойдётся прокладка 1 километра современных трамвайных путей. Так что пока о том, будут ли ходить скоростные трамваи по Липецку, говорят лишь с некоторой долей вероятности.

В условиях планомерного сокращения трамвайных путей в Липецке вероятность строительства линии скоростного трамвая весьма невелика.
Первая линия скоростного трамвая планировалась вдали от наиболее загруженных районов города — Новолипецка и центра. Таким образом, эта линия не является решением транспортной проблемы в городе.
В 2019 году от строительства скоростного трамвая окончательно отказались из-за чрезмерной дороговизны проекта.

## Липецкое лёгкое метро
В июле 2013 года губернатор Липецкой области Олег Королёв рассказал о разработке проекта под названием «Город будущего», в котором упомянул и о создании в Липецке лёгкого метро, проектирование которого должно начаться в 2014 году.
Проектировщикам губернатор дал право выбора, каким должно стать лёгкое метро в Липецке — надземным (аналог монорельса), обычным наземным (скоростной трамвай), наземным с подземными участками (аналог скоростного метротрама, как в Волгограде), либо полностью подземным (традиционный метрополитен).
В феврале 2015 года было заявлено о том, что в этом году будет завершено проектирование строительства «лёгкого» метро, а в 2016 году начнётся его непосредственное строительство. Под «воздушным метро», про которое сказал глава администрации Липецкой области Олег Королёв, будет подразумеваться монорельсовая транспортная система. При этом, проектированием монорельсовой системы в Липецке будет заниматься российская компания. Однако вскоре был выбран обычный наземный вариант (скоростной трамвай), строительство которого должно было начаться в 2019 году, но в результате отказались и от него.